# Paul-Friedrich Reder
Paul-Friedrich „Fiete“ Reder (* 9. November 1922 in Rostock; † 29. Januar 2004) war ein deutscher Handballspieler und -trainer. Für die DDR absolvierte er ein Länderspiel.  

## Sportliche und berufliche Laufbahn
Paul-Friedrich Reder gilt als Pionier des Nachkriegs-Handballsports in Rostock. Vor dem Zweiten Weltkrieg hatte er bei den örtlichen Heinkel-Werken als Flugzeugbauer gearbeitet und bereits zu dieser Zeit Handball gespielt. Da er seinen Beruf nach dem Krieg nicht mehr ausüben konnte, wurde er Sportlehrer an mehreren Rostocker Schulen. Zusammen mit einigen ehemaligen Mannschaftskameraden sorgte er mit der Gründung einer Handballabteilung bei der Sportgemeinschaft Rostock-West für die Wiederbelebung des Handballsports in der Ostseestadt. Mit der SG West und deren Nachfolgern wurde er ab 1948 mehrfach Landesmeister in Mecklenburg und gewann mit der BSG Motor Rostock 1953 seine erste von sechs DDR-Meisterschaften. Zu seinen weiteren Erfolgen gehört die Berufung in die DDR-Nationalmannschaft, für die er ein Länderspiel bestritt. 1956 wurde er mit der Sektion Handball der BSG Motor vom SC Empor Rostock übernommen. Dort wirkte er nach dem Ende seiner Spielerkarriere als Handballtrainer der Männerschaft und im Jugendbereich. Sowohl mit den Männern als auch mit den Jugendmannschaften wurde er DDR-Meister. Außerdem übernahm er 1959 das Amts des Rostocker Stadtturnrates und führte als dieser einen geregelten Schwimmunterricht in den Schulen ein. Später wurde er Kreisturnrat und unterrichtete als Oberlehrer an einer Rostocker Oberschule. Beim SC Empor Rostock wurde er 1956 zum Ehrenmitglied und 1993 zum Ehrenspielführer des Nachfolgevereins HC Empor Rostock ernannt.

## Sonstiges
Am 29. Januar 2004 starb er an Herzversagen. Danach wurde zu seinen Ehren die Rostocker Sporthalle Marienehe in Fiete-Reder-Halle umbenannt.